# Sugar Ray Robinson
Sugar Ray Robinson (n. Walker Smith Jr. la 3 mai 1921 - d. 12 aprilie 1989) a fost un pugilist american. 
Între 1943 și 1951 Robinson a câștigat 91 de lupte fără întrerupere, fiind a treia cea mai lungă serie fără înfrângere din istoria boxului profesionist. A deținut titlul mondial la categoria semimijlocie între 1946 și 1951. A fost inclus în International Boxing Hall of Fame în 1990.

## Rezultate în boxul profesionist
| 173 Victorii (108 prin knockout, 65 prin decizie), 19 Înfrângeri (1 prin knockout, 18 prin decizie), 6 Remize, 2 No Contests |            |                          |     |               |            |                                                            |                                                                                                   |
| Rez. | La general | Adversar                 | Tip | Runda, timp   | Data       | Locație                                                    | Note                                                                                              |
| Înfrângere | 173–19–6   | Joey Archer              | UD  | 10            | 1965-11-10 | Civic Arena, Pittsburgh                                    |                                                                                                   |
| Victorie | 173–18–6   | Rudolph Bent             | KO  | 3 (10), 2:20  | 1965-10-20 | Community Arena, Steubenville, Ohio                        |                                                                                                   |
| Victorie | 172–18–6   | Peter Schmidt            | UD  | 10            | 1965-10-01 | Cambria County War Memorial Arena, Johnstown, Pennsylvania |                                                                                                   |
| Victorie | 171–18–6   | Harvey McCullough        | UD  | 10            | 1965-09-23 | Philadelphia A.C., Philadelphia                            |                                                                                                   |
| NC | 170–18–6   | Neil Morrison            | NC  | 2 (10), 1:20  | 1965-09-15 | The Arena, Norfolk, Virginia                               |                                                                                                   |
| Înfrângere | 170–18–6   | Stan Harrington          | UD  | 10            | 1965-08-10 | Hawaii International Center, Honolulu, Hawaii              |                                                                                                   |
| Victorie | 170–17–6   | Harvey McCullough        | UD  | 10            | 1965-07-27 | Richmond Arena, Richmond, Virginia                         |                                                                                                   |
| Înfrângere | 169–17–6   | Ferd Hernández           | SD  | 10            | 1965-07-12 | Hacienda Hotel, Las Vegas                                  |                                                                                                   |
| Victorie | 169–16–6   | Harvey McCullough        | UD  | 10            | 1965-06-24 | Washington Coliseum, Washington, D.C.                      |                                                                                                   |
| Înfrângere | 168–16–6   | Stan Harrington          | UD  | 10            | 1965-06-01 | Hawaii International Center, Honolulu                      |                                                                                                   |
| Înfrângere | 168–15–6   | Memo Ayón                | SD  | 10            | 1965-05-24 | Memorial Auditorium, Tijuana                               |                                                                                                   |
| Victorie | 168–14–6   | Rocky Randell            | KO  | 3 (10)        | 1965-04-28 | Norfolk Municipal Auditorium, Norfolk, Virginia            |                                                                                                   |
| Victorie | 167–14–6   | Earl Bastings            | KO  | 1 (10), 2:34  | 1965-04-03 | Sports Center, Savannah, Georgia                           |                                                                                                   |
| Victorie | 166–14–6   | Jimmy Beecham            | KO  | 2 (10), 1:48  | 1965-03-06 | National Stadium, Kingston                                 |                                                                                                   |
| Remiză | 165–14–6   | Fabio Bettini            | PTS | 10            | 1964-11-27 | Palazzetto dello Sport, Roma                               |                                                                                                   |
| Victorie | 165–14–5   | Jean Beltritti           | PTS | 10            | 1964-11-14 | Palais des Sports, Marseille                               |                                                                                                   |
| Victorie | 164–14–5   | Jean Baptiste Rolland    | PTS | 10            | 1964-11-07 | Helitas Stadium, Caen                                      |                                                                                                   |
| Victorie | 163–14–5   | Jackie Cailleau          | PTS | 10            | 1964-10-24 | Palais des Sports, Nice, Alpes-Maritimes                   |                                                                                                   |
| Victorie | 162–14–5   | Johnny Angel             | TKO | 6 (8)         | 1964-10-12 | Hilton Hotel (Anglo American SC), Mayfair, Londra          |                                                                                                   |
| Victorie | 161–14–5   | Yoland Leveque           | PTS | 10            | 1964-09-28 | Palais des Sports, Paris, Franța                           |                                                                                                   |
| Înfrângere | 160–14–5   | Mick Leahy               | PTS | 10            | 1964-09-03 | Paisley Ice Rink, Paisley                                  |                                                                                                   |
| Remiză | 160–13–5   | Art Hernández            | PTS | 10            | 1964-07-27 | Omaha Civic Auditorium, Omaha, Nebraska                    |                                                                                                   |
| Victorie | 160–13–4   | Clarence Riley           | TKO | 6 (10)        | 1964-07-08 | Wahconah Park, Pittsfield, Massachusetts                   |                                                                                                   |
| Victorie | 159–13–4   | Gaylord Barnes           | UD  | 10            | 1964-05-19 | Portland Exposition Building, Portland, Maine              |                                                                                                   |
| Victorie | 158–13–4   | Armand Vanucci           | PTS | 10            | 1963-12-09 | Palais des Sports, Paris, Franța                           |                                                                                                   |
| Victorie | 157–13–4   | André Davier             | PTS | 10            | 1963-11-29 | Palais des Sports, Grenoble                                |                                                                                                   |
| Victorie | 156–13–4   | Emiel Sarens             | KO  | 8 (10)        | 1963-11-16 | Palais des Sports, Bruxelles                               |                                                                                                   |
| Remiză | 155–13–4   | Fabio Bettini            | PTS | 10            | 1963-11-09 | Palais des Sports, Lyon                                    |                                                                                                   |
| Victorie | 155–13–3   | Armand Vanucci           | PTS | 10            | 1963-10-14 | Palais des Sports, Paris, Franța                           |                                                                                                   |
| Înfrângere | 154–13–3   | Joey Giardello           | UD  | 10            | 1963-06-24 | Philadelphia Convention Hall, Philadelphia                 |                                                                                                   |
| Victorie | 154–12–3   | Maurice Rolbnet          | KO  | 3 (10)        | 1963-05-05 | Palais des Sports, Sherbrooke, Quebec                      |                                                                                                   |
| Victorie | 153–12–3   | Billy Thornton           | KO  | 3 (10)        | 1963-03-11 | Lewiston Armory, Lewiston, Maine                           |                                                                                                   |
| Victorie | 152–12–3   | Bernie Reynolds          | KO  | 4 (10)        | 1963-02-25 | Estadio Quisqueya, Santo Domingo                           |                                                                                                   |
| Victorie | 151–12–3   | Ralph Dupas              | SD  | 10            | 1963-01-30 | Miami Beach Convention Center, Miami Beach, Florida        |                                                                                                   |
| Victorie | 150–12–3   | Georges Estatoff         | TKO | 6 (10)        | 1962-11-10 | Palais des Sports, Lyon                                    |                                                                                                   |
| Victorie | 149–12–3   | Diego Infantes           | TKO | 2 (10), 1:15  | 1962-10-17 | Stadthalle, Viena                                          |                                                                                                   |
| Înfrângere | 148–12–3   | Terry Downes             | PTS | 10            | 1962-09-25 | Empire Pool, Wembley, Londra                               |                                                                                                   |
| Înfrângere | 148–11–3   | Phil Moyer               | SD  | 10            | 1962-07-09 | Los Angeles Sports Arena, Los Angeles                      |                                                                                                   |
| Victorie | 148–10–3   | Bobby Lee                | KO  | 2 (10), 2:38  | 1962-04-27 | National Stadium, Port of Spain                            |                                                                                                   |
| Înfrângere | 147–10–3   | Denny Moyer              | UD  | 10            | 1962-02-17 | Madison Square Garden, New York City                       |                                                                                                   |
| Victorie | 147–9–3    | Wilf Greaves             | KO  | 8 (10), 0:43  | 1961-12-08 | Civic Arena, Pittsburgh                                    |                                                                                                   |
| Victorie | 146–9–3    | Al Hauser                | TKO | 6 (10), 1:59  | 1961-11-20 | Providence Auditorium, Providence, Rhode Island            |                                                                                                   |
| Victorie | 145–9–3    | Denny Moyer              | UD  | 10            | 1961-10-21 | Madison Square Garden, New York                            |                                                                                                   |
| Victorie | 144–9–3    | Wilf Greaves             | SD  | 10            | 1961-09-25 | Convention Arena, Detroit                                  |                                                                                                   |
| Înfrângere | 143–9–3    | Gene Fullmer             | UD  | 15            | 1961-03-04 | Las Vegas Convention Center, Las Vegas                     |                                                                                                   |
| Remiză | 143–8–3    | Gene Fullmer             | PTS | 15            | 1960-12-03 | Los Angeles Sports Arena, Los Angeles                      |                                                                                                   |
| Înfrângere | 143–8–2    | Paul Pender              | SD  | 15            | 1960-06-10 | Boston Garden, Boston                                      | For World Middleweight title.                                                                     |
| Victorie | 143–7–2    | Tony Baldoni             | KO  | 1 (10), 1:40  | 1960-04-02 | Baltimore Coliseum, Baltimore                              |                                                                                                   |
| Înfrângere | 142–7–2    | Paul Pender              | SD  | 15            | 1960-01-22 | Boston Garden, Boston                                      | Lost World Middleweight title.                                                                    |
| Victorie | 142–6–2    | Bob Young                | KO  | 2 (10), 1:18  | 1959-12-14 | Boston Garden, Boston                                      |                                                                                                   |
| Victorie | 141–6–2    | Carmen Basilio           | SD  | 15            | 1958-03-25 | Chicago Stadium, Chicago                                   | Won World Middleweight title. The Ring magazine's "Fight of the Year" (1958)                      |
| Înfrângere | 140–6–2    | Carmen Basilio           | SD  | 15            | 1957-09-23 | Yankee Stadium, Bronx, New York                            | Lost World Middleweight title. The Ring magazine's "Fight of the Year" (1957)                     |
| Victorie | 140–5–2    | Gene Fullmer             | KO  | 5 (15), 1:27  | 1957-05-01 | Chicago Stadium, Chicago                                   | Won World Middleweight title.                                                                     |
| Înfrângere | 139–5–2    | Gene Fullmer             | UD  | 15            | 1957-01-02 | Madison Square Garden, New York                            | Lost World Middleweight title.                                                                    |
| Victorie | 139–4–2    | Bob Provizzi             | UD  | 10            | 1956-11-10 | New Haven Arena, New Haven, Connecticut                    |                                                                                                   |
| Victorie | 138–4–2    | Bobo Olson               | KO  | 4 (15), 2:51  | 1956-05-18 | Wrigley Field, Los Angeles                                 | Retained World Middleweight title.                                                                |
| Victorie | 137–4–2    | Bobo Olson               | KO  | 2 (15), 2:51  | 1955-12-09 | Chicago Stadium, Chicago                                   | Won World Middleweight title.                                                                     |
| Victorie | 136–4–2    | Rocky Castellani         | SD  | 10            | 1955-07-22 | Cow Palace, San Francisco                                  |                                                                                                   |
| Victorie | 135–4–2    | Garth Panter             | UD  | 10            | 1955-05-04 | Olympia Stadium, Detroit                                   |                                                                                                   |
| Victorie | 134–4–2    | Ted Olla                 | TKO | 3 (10), 2:15  | 1955-04-14 | Milwaukee Arena, Milwaukee                                 |                                                                                                   |
| Victorie | 133–4–2    | Johnny Lombardo          | SD  | 10            | 1955-03-29 | Cincinnati Gardens, Cincinnati                             |                                                                                                   |
| Înfrângere | 132–4–2    | Ralph Jones              | UD  | 10            | 1955-01-19 | Chicago Stadium, Chicago                                   |                                                                                                   |
| Victorie | 132–3–2    | Joe Rindone              | KO  | 6 (10), 1:37  | 1955-01-05 | Olympia Stadium, Detroit                                   |                                                                                                   |
| Înfrângere | 131–3–2    | Joey Maxim               | TKO | 14 (15)       | 1952-06-25 | Yankee Stadium, Bronx, New York                            | For World Light Heavyweight title.                                                                |
| Victorie | 131–2–2    | Rocky Graziano           | KO  | 3 (15), 1:53  | 1952-04-16 | Chicago Stadium, Chicago                                   | Retained World Middleweight title.                                                                |
| Victorie | 130–2–2    | Bobo Olson               | UD  | 15            | 1952-03-13 | San Francisco Civic Auditorium, San Francisco              | Retained World Middleweight title.                                                                |
| Victorie | 129–2–2    | Randy Turpin             | TKO | 10 (15)       | 1951-09-12 | Polo Grounds, New York                                     | Won World Middleweight title.                                                                     |
| Înfrângere | 128–2–2    | Randy Turpin             | PTS | 15            | 1951-07-10 | Earls Court Arena, Kensington, Londra                      | Lost World Middleweight title.                                                                    |
| Victorie | 128–1–2    | Cyrille Delannoit        | RTD | 3 (10)        | 1951-07-01 | Palazzetto dello Sport, Turin                              |                                                                                                   |
| NC | 127–1–2    | Gerhard Hecht            | NC  | 2 (10)        | 1951-06-24 | Waldbühne, Westend, Berlin                                 |                                                                                                   |
| Victorie | 127–1–2    | Jean Walzack             | TKO | 6 (10)        | 1951-06-16 | Palais des Sports, Liège                                   |                                                                                                   |
| Victorie | 126–1–2    | Jan de Bruin             | TKO | 8 (10)        | 1951-06-10 | Sportpaleis, Antwerp, Belgia                               |                                                                                                   |
| Victorie | 125–1–2    | Jean Wanes               | UD  | 10            | 1951-05-26 | Sports Center, Zürich, Elveția                             |                                                                                                   |
| Victorie | 124–1–2    | Kid Marcel               | TKO | 5 (10)        | 1951-05-21 | Palais des Sports, Paris, Franța                           |                                                                                                   |
| Victorie | 123–1–2    | Don Ellis                | KO  | 1 (10), 1:36  | 1951-04-09 | Municipal Auditorium, Oklahoma City                        |                                                                                                   |
| Victorie | 122–1–2    | Holly Mims               | UD  | 10            | 1951-04-05 | Miami Stadium, Miami                                       |                                                                                                   |
| Victorie | 121–1–2    | Jake LaMotta             | TKO | 13 (15), 2:04 | 1951-02-14 | Chicago Stadium, Chicago                                   | Won World Middleweight title.                                                                     |
| Victorie | 120–1–2    | Hans Stretz              | TKO | 5 (10)        | 1950-12-25 | Haus der Technik, Frankfurt                                |                                                                                                   |
| Victorie | 119–1–2    | Robert Villemain         | TKO | 9 (10)        | 1950-12-22 | Palais des Sports, Paris, Franța                           |                                                                                                   |
| Victorie | 118–1–2    | Jean Walzack             | UD  | 10)           | 1950-12-16 | Pavillon des Sports, Geneva                                |                                                                                                   |
| Victorie | 117–1–2    | Luc van Dam              | KO  | 4 (10)        | 1950-12-09 | Palais des Sports, Bruxelles                               |                                                                                                   |
| Victorie | 116–1–2    | Jean Stock               | TKO | 2 (10)        | 1950-11-27 | Palais des Sports, Paris, Franța                           |                                                                                                   |
| Victorie | 115–1–2    | Bobby Dykes              | MD  | 10            | 1950-11-08 | Chicago Stadium, Chicago                                   |                                                                                                   |
| Victorie | 114–1–2    | Bobo Olson               | KO  | 12 (15), 1:19 | 1950-10-26 | Philadelphia Convention Hall, Philadelphia                 |                                                                                                   |
| Victorie | 113–1–2    | Joe Rindone              | TKO | 6 (10), 0:55  | 1950-10-16 | Boston Garden, Boston                                      |                                                                                                   |
| Victorie | 112–1–2    | Billy Brown              | UD  | 10            | 1950-09-04 | Coney Island Velodrome, Brooklyn, New York                 |                                                                                                   |
| Victorie | 111–1–2    | José Basora              | KO  | 1 (15), 0:55  | 1950-08-25 | Scranton Stadium, Scranton, Pennsylvania                   |                                                                                                   |
| Victorie | 110–1–2    | Charley Fusari           | PTS | 15            | 1950-08-09 | Roosevelt Stadium, Jersey City, New Jersey                 | Retained World Welterweight title.                                                                |
| Victorie | 109–1–2    | Robert Villemain         | UD  | 15            | 1950-06-05 | Philadelphia Municipal Stadium, Philadelphia               |                                                                                                   |
| Victorie | 108–1–2    | Ray Barnes               | UD  | 10            | 1950-04-28 | Olympia Stadium, Detroit                                   |                                                                                                   |
| Victorie | 107–1–2    | Cliff Beckett            | TKO | 3 (10), 1:45  | 1950-04-21 | Memorial Hall, Columbus, Ohio                              |                                                                                                   |
| Victorie | 106–1–2    | George Costner           | KO  | 1 (10), 2:49  | 1950-03-22 | Philadelphia Convention Hall, Philadelphia                 |                                                                                                   |
| Victorie | 105–1–2    | Jean Walzack             | UD  | 10            | 1950-02-27 | St. Louis Arena, St. Louis                                 |                                                                                                   |
| Victorie | 104–1–2    | Aaron Wade               | KO  | 3 (10)        | 1950-02-22 | Municipal Auditorium, Savannah, Georgia                    |                                                                                                   |
| Victorie | 103–1–2    | Al Mobley                | TKO | 6 (10)        | 1950-02-13 | Coliseum Arena, Miami                                      |                                                                                                   |
| Victorie | 102–1–2    | George LaRover           | TKO | 4 (10)        | 1950-01-30 | New Haven Arena, New Haven, Connecticut                    |                                                                                                   |
| Victorie | 101–1–2    | Vern Lester              | KO  | 5 (10), 0:12  | 1949-11-13 | Coliseum Arena, New Orleans                                |                                                                                                   |
| Victorie | 100–1–2    | Don Lee                  | UD  | 10            | 1949-11-09 | Denver Auditorium Arena, Denver                            |                                                                                                   |
| Victorie | 99–1–2     | Charley Dodson           | KO  | 3 (10), 0:20  | 1949-09-12 | City Auditorium, Houston                                   |                                                                                                   |
| Victorie | 98–1–2     | Benny Evans              | KO  | 5 (10), 2:56  | 1949-09-09 | Omaha Civic Auditorium, Omaha, Nebraska                    |                                                                                                   |
| Victorie | 97–1–2     | Steve Belloise           | TKO | 7 (10)        | 1949-08-24 | Yankee Stadium, Bronx, New York                            |                                                                                                   |
| Victorie | 96–1–2     | Kid Gavilán              | UD  | 15            | 1949-07-11 | Philadelphia Municipal Stadium, Philadelphia               | Retained World Welterweight title.                                                                |
| Victorie | 95–1–2     | Cecil Hudson             | KO  | 5 (10)        | 1949-06-20 | Rhode Island Auditorium, Providence, Rhode Island          |                                                                                                   |
| Victorie | 94–1–2     | Freddie Flores           | TKO | 3 (10), 2:41  | 1949-06-07 | Page Arena, New Bedford, Massachusetts                     |                                                                                                   |
| Victorie | 93–1–2     | Earl Turner              | TKO | 8 (10), 1:51  | 1949-04-20 | Oakland Auditorium, Oakland, California                    |                                                                                                   |
| Victorie | 92–1–2     | Don Lee                  | UD  | 10            | 1949-04-11 | Omaha Civic Auditorium, Omaha, Nebraska                    |                                                                                                   |
| Victorie | 91–1–2     | Bobby Lee                | UD  | 10            | 1949-03-25 | Chicago Stadium, Chicago                                   |                                                                                                   |
| Remiză | 90–1–2     | Henry Brimm              | PTS | 10            | 1949-02-15 | Buffalo Memorial Auditorium, Buffalo, New York             |                                                                                                   |
| Victorie | 90–1–1     | Young Gene Buffalo       | KO  | 1 (10)        | 1949-02-10 | West Side Armory, Kingston, Pennsylvania                   |                                                                                                   |
| Victorie | 89–1–1     | Bobby Lee                | UD  | 10            | 1948-11-15 | Philadelphia Arena, Philadelphia                           |                                                                                                   |
| Victorie | 88–1–1     | Kid Gavilán              | UD  | 10            | 1948-09-23 | Yankee Stadium, Bronx, New York                            |                                                                                                   |
| Victorie | 87–1–1     | Bernard Docusen          | UD  | 15            | 1948-06-28 | Comiskey Park, Chicago                                     | Retained World Welterweight title.                                                                |
| Victorie | 86–1–1     | Henry Brimm              | UD  | 10            | 1948-03-16 | Buffalo Memorial Auditorium, Buffalo, New York             |                                                                                                   |
| Victorie | 85–1–1     | Ossie Harris             | UD  | 10            | 1948-03-04 | Toledo Sports Arena, Toledo, Ohio                          |                                                                                                   |
| Victorie | 84–1–1     | Chuck Taylor             | TKO | 6 (15), 2:07  | 1947-12-19 | Olympia Stadium, Detroit                                   | Retained World Welterweight title.                                                                |
| Victorie | 83–1–1     | Billy Nixon              | TKO | 6 (10), 2:10  | 1947-12-10 | Elizabeth Armory, Elizabeth, New Jersey                    |                                                                                                   |
| Victorie | 82–1–1     | California Jackie Wilson | TKO | 7 (10), 1:35  | 1947-10-28 | Olympic Auditorium, Los Angeles                            |                                                                                                   |
| Victorie | 81–1–1     | Flashy Sebastian         | KO  | 1 (10), 1:02  | 1947-08-29 | Madison Square Garden, New York                            |                                                                                                   |
| Victorie | 80–1–1     | Sammy Secreet            | KO  | 1 (10), 1:02  | 1947-08-21 | Rubber Bowl, Akron, Ohio                                   |                                                                                                   |
| Victorie | 79–1–1     | Jimmy Doyle              | TKO | 8 (15), 1:02  | 1947-06-24 | Cleveland Arena, Cleveland, Ohio                           | Retained World Welterweight title. Doyle died as a result of injuries sustained during the fight. |
| Victorie | 78–1–1     | Georgie Abrams           | SD  | 10            | 1947-05-16 | Madison Square Garden, New York                            |                                                                                                   |
| Victorie | 77–1–1     | Eddie Finazzo            | TKO | 4 (10), 2:30  | 1947-04-08 | Memorial Hall, Kansas City, Kansas                         |                                                                                                   |
| Victorie | 76–1–1     | Freddie Wilson           | KO  | 3 (10)        | 1947-04-03 | Akron Armory, Akron, Ohio                                  |                                                                                                   |
| Victorie | 75–1–1     | Bernie Miller            | TKO | 3 (10), 1:32  | 1947-03-27 | Dorsey Park, Miami                                         |                                                                                                   |
| Victorie | 74–1–1     | Tommy Bell               | UD  | 15            | 1946-12-20 | Madison Square Garden, New York                            | Won World Welterweight title.                                                                     |
| Victorie | 73–1–1     | Artie Levine             | KO  | 10 (10), 2:41 | 1946-11-06 | Cleveland Arena, Cleveland                                 |                                                                                                   |
| Victorie | 72–1–1     | Cecil Hudson             | KO  | 6 (10), 2:58  | 1946-11-01 | Olympia Stadium, Detroit                                   |                                                                                                   |
| Victorie | 71–1–1     | Ossie Harris             | PTS | 10            | 1946-10-07 | Duquesne Gardens, Pittsburgh                               |                                                                                                   |
| Victorie | 70–1–1     | Sidney Miller            | KO  | 3 (10), 1:52  | 1946-09-25 | Twin City Bowl, Elizabeth, New Jersey                      |                                                                                                   |
| Victorie | 69–1–1     | Vinnie Vines             | KO  | 6 (10), 2:46  | 1946-08-15 | Hawkins Stadium, Albany, New York                          |                                                                                                   |
| Victorie | 68–1–1     | Joe Curcio               | KO  | 2 (10), 0:10  | 1946-07-12 | Madison Square Garden, New York                            |                                                                                                   |
| Victorie | 67–1–1     | Norman Rubio             | PTS | 10            | 1946-06-25 | Roosevelt Stadium, Union City, New Jersey                  |                                                                                                   |
| Victorie | 66–1–1     | Freddie Wilson           | KO  | 2 (10), 2:00  | 1946-06-12 | Worcester Auditorium, Worcester, Massachusetts             |                                                                                                   |
| Victorie | 65–1–1     | Freddie Flores           | KO  | 5 (10), 2:52  | 1946-03-21 | Golden Gate Arena, New York, New York                      |                                                                                                   |
| Victorie | 64–1–1     | Izzy Jannazzo            | UD  | 10            | 1946-03-14 | Fifth Regiment Armory, Baltimore                           |                                                                                                   |
| Victorie | 63–1–1     | Sammy Angott             | UD  | 10            | 1946-03-04 | Duquesne Gardens, Pittsburgh                               |                                                                                                   |
| Victorie | 62–1–1     | Cliff Beckett            | KO  | 4 (10)        | 1946-02-27 | Saint Louis Arena, Saint Louis                             |                                                                                                   |
| Victorie | 61–1–1     | O'Neill Bell             | KO  | 2 (10), 1:01  | 1946-02-15 | Olympia Stadium, Detroit                                   |                                                                                                   |
| Victorie | 60–1–1     | Tony Riccio              | TKO | 4 (10), 2:16  | 1946-02-05 | Elizabeth Armory, Elizabeth, New Jersey                    |                                                                                                   |
| Victorie | 59–1–1     | Dave Clark               | TKO | 2 (10), 2:22  | 1946-01-14 | Duquesne Gardens, Pittsburgh                               |                                                                                                   |
| Victorie | 58–1–1     | Vic Dellicurti           | UD  | 10            | 1945-12-04 | Boston Garden, Boston                                      |                                                                                                   |
| Victorie | 57–1–1     | Jake LaMotta             | SD  | 12            | 1945-09-26 | Comiskey Park, Chicago                                     |                                                                                                   |
| Victorie | 56–1–1     | Jimmy Mandell            | TKO | 5 (10), 1:31  | 1945-09-18 | Buffalo Memorial Auditorium, Buffalo, New York             |                                                                                                   |
| Victorie | 55–1–1     | Jimmy McDaniels          | TKO | 2 (10), 1:23  | 1945-06-15 | Madison Square Garden, New York                            |                                                                                                   |
| Remiză | 54–1–1     | José Basora              | PTS | 10            | 1945-05-14 | Philadelphia Convention Hall, Philadelphia                 |                                                                                                   |
| Victorie | 54–1       | Jake LaMotta             | UD  | 10            | 1945-02-23 | Madison Square Garden, New York                            |                                                                                                   |
| Victorie | 53–1       | George Costner           | KO  | 1 (10), 2:55  | 1945-02-14 | Chicago Stadium, Chicago                                   |                                                                                                   |
| Victorie | 52–1       | Tommy Bell               | UD  | 10            | 1945-01-16 | Cleveland Arena, Cleveland                                 |                                                                                                   |
| Victorie | 51–1       | Billy Furrone            | TKO | 2 (10), 2:28  | 1945-01-10 | Uline Arena, Washington, D.C.                              |                                                                                                   |
| Victorie | 50–1       | George Martin            | TKO | 8 (10)        | 1944-12-22 | Boston Garden, Boston                                      |                                                                                                   |
| Victorie | 49–1       | Sheik Rangel             | TKO | 2 (10), 2:50  | 1944-12-12 | Philadelphia Convention Hall, Philadelphia                 |                                                                                                   |
| Victorie | 48–1       | Vic Dellicurti           | UD  | 10            | 1944-11-24 | Olympia Stadium, Detroit                                   |                                                                                                   |
| Victorie | 47–1       | Lou Woods                | TKO | 9 (10)        | 1944-10-27 | Chicago Stadium, Chicago                                   |                                                                                                   |
| Victorie | 46–1       | Izzy Jannazzo            | TKO | 2 (10), 1:10  | 1944-10-13 | Boston Garden, Boston                                      |                                                                                                   |
| Victorie | 45–1       | Henry Armstrong          | UD  | 10            | 1943-08-27 | Madison Square Garden, New York                            |                                                                                                   |
| Victorie | 44–1       | Ralph Zannelli           | UD  | 10            | 1943-07-01 | Boston Garden, Boston                                      |                                                                                                   |
| Victorie | 43–1       | Freddie Cabral           | KO  | 1 (10), 2:20  | 1943-04-30 | Boston Garden, Boston                                      |                                                                                                   |
| Victorie | 42–1       | Jake LaMotta             | UD  | 10            | 1943-02-26 | Olympia Stadium, Detroit                                   |                                                                                                   |
| Victorie | 41–1       | California Jackie Wilson | MD  | 10            | 1943-02-19 | Madison Square Garden, New York                            |                                                                                                   |
| Înfrângere | 40–1       | Jake LaMotta             | UD  | 10            | 1943-02-05 | Olympia Stadium, Detroit                                   |                                                                                                   |
| Victorie | 40–0       | Al Nettlow               | TKO | 3 (10)        | 1942-12-14 | Philadelphia Convention Hall, Philadelphia                 |                                                                                                   |
| Victorie | 39–0       | Izzy Jannazzo            | TKO | 8 (10), 2:43  | 1942-12-01 | Cleveland Arena, Cleveland                                 |                                                                                                   |
| Victorie | 38–0       | Vic Dellicurti           | UD  | 10            | 1942-11-06 | Madison Square Garden, New York                            |                                                                                                   |
| Victorie | 37–0       | Izzy Jannazzo            | UD  | 10            | 1942-10-19 | Philadelphia Arena, Philadelphia                           |                                                                                                   |
| Victorie | 36–0       | Jake LaMotta             | UD  | 10            | 1942-10-02 | Madison Square Garden, New York                            |                                                                                                   |
| Victorie | 35–0       | Tony Motisi              | KO  | 1 (10), 2:41  | 1942-08-27 | Comiskey Park, Chicago                                     |                                                                                                   |
| Victorie | 34–0       | Reuben Shank             | KO  | 2 (10), 2:26  | 1942-08-21 | Madison Square Garden, New York                            |                                                                                                   |
| Victorie | 33–0       | Sammy Angott             | UD  | 10            | 1942-07-31 | Madison Square Garden, New York                            |                                                                                                   |
| Victorie | 32–0       | Marty Servo              | SD  | 10            | 1942-05-28 | Madison Square Garden, New York                            |                                                                                                   |
| Victorie | 31–0       | Dick Banner              | KO  | 2 (10)        | 1942-04-30 | Minneapolis Armory, Minneapolis                            |                                                                                                   |
| Victorie | 30–0       | Harvey Dubs              | TKO | 6 (10)        | 1942-04-17 | Olympia Stadium, Detroit                                   |                                                                                                   |
| Victorie | 29–0       | Norman Rubio             | TKO | 8 (12)        | 1942-03-20 | Madison Square Garden, New York                            |                                                                                                   |
| Victorie | 28–0       | Maxie Berger             | TKO | 2 (12), 1:43  | 1942-02-20 | Madison Square Garden, New York                            |                                                                                                   |
| Victorie | 27–0       | Fritzie Zivic            | TKO | 10 (12), 0:31 | 1942-01-16 | Madison Square Garden, New York                            |                                                                                                   |
| Victorie | 26–0       | Fritzie Zivic            | UD  | 10            | 1941-10-31 | Madison Square Garden, New York                            |                                                                                                   |
| Victorie | 25–0       | Marty Servo              | UD  | 10            | 1941-09-25 | Philadelphia Convention Hall, Philadelphia                 |                                                                                                   |
| Victorie | 24–0       | Maxie Shapiro            | TKO | 3 (10), 2:04  | 1941-09-19 | Madison Square Garden, New York                            |                                                                                                   |
| Victorie | 23–0       | Maurice Arnault          | TKO | 1 (8), 1:29   | 1941-08-29 | Atlantic City Convention Hall, Atlantic City, New Jersey   |                                                                                                   |
| Victorie | 22–0       | Carl Guggino             | TKO | 3 (8), 2:47   | 1941-08-27 | Queensboro Arena, Queens, New York                         |                                                                                                   |
| Victorie | 21–0       | Sammy Angott             | UD  | 10            | 1941-07-21 | Shibe Park, Philadelphia                                   | Angott's World Lightweight title not on the line.                                                 |
| Victorie | 20–0       | Pete Lello               | TKO | 4 (8), 1:48   | 1941-07-02 | Polo Grounds, New York City                                |                                                                                                   |
| Victorie | 19–0       | Mike Evans               | KO  | 2 (8), 0:52   | 1941-06-16 | Shibe Park, Philadelphia                                   |                                                                                                   |
| Victorie | 18–0       | Nick Castiglione         | KO  | 1 (10), 1:21  | 1941-05-19 | Philadelphia Arena, Philadelphia                           |                                                                                                   |
| Victorie | 17–0       | Victor Troise            | TKO | 1 (8), 2:39   | 1941-05-10 | Ridgewood Grove, Brooklyn, New York                        |                                                                                                   |
| Victorie | 16–0       | Joe Ghnouly              | TKO | 3 (8), 2:07   | 1941-04-30 | Uline Arena, Washington, D.C.                              |                                                                                                   |
| Victorie | 15–0       | Charley Burns            | KO  | 1 (10)        | 1941-04-24 | Waltz Dream Arena, Atlantic City, New Jersey               |                                                                                                   |
| Victorie | 14–0       | Jimmy Tygh               | TKO | 1 (10), 1:51  | 1941-04-14 | Philadelphia Arena, Philadelphia                           |                                                                                                   |
| Victorie | 13–0       | Jimmy Tygh               | KO  | 8 (10), 1:13  | 1941-03-03 | Philadelphia Arena, Philadelphia                           |                                                                                                   |
| Victorie | 12–0       | Gene Spencer             | TKO | 5 (6)         | 1941-02-27 | Olympia Stadium, Detroit                                   |                                                                                                   |
| Victorie | 11–0       | Bobby McIntire           | UD  | 6             | 1941-02-21 | Madison Square Garden, New York                            |                                                                                                   |
| Victorie | 10–0       | Benny Cartagena          | KO  | 1 (6), 1:33   | 1941-02-08 | Ridgewood Grove, Brooklyn, New York                        |                                                                                                   |
| Victorie | 9–0        | George Zengaras          | PTS | 6             | 1941-01-31 | Madison Square Garden, New York                            |                                                                                                   |
| Victorie | 8–0        | Frankie Wallace          | TKO | 1 (6), 2:10   | 1941-01-13 | Philadelphia Arena, Philadelphia                           |                                                                                                   |
| Victorie | 7–0        | Harry LaBarba            | KO  | 1 (6), 0:40   | 1941-01-04 | Ridgewood Grove, Brooklyn, New York                        |                                                                                                   |
| Victorie | 6–0        | Oliver White             | TKO | 3 (4)         | 1940-12-13 | Madison Square Garden, New York                            |                                                                                                   |
| Victorie | 5–0        | Norment Quarles          | TKO | 4 (8), 0:56   | 1940-12-09 | Philadelphia Arena, Philadelphia                           |                                                                                                   |
| Victorie | 4–0        | Bobby Woods              | KO  | 1 (6), 1:31   | 1940-11-11 | Philadelphia Arena, Philadelphia                           |                                                                                                   |
| Victorie | 3–0        | Mitsos Grispos           | UD  | 6             | 1940-10-22 | New York Coliseum, Bronx, New York                         |                                                                                                   |
| Victorie | 2–0        | Silent Stafford          | TKO | 2 (4)         | 1940-10-08 | Municipal Auditorium, Savannah, Georgia                    |                                                                                                   |
| Victorie | 1–0        | Joe Echevarria           | TKO | 2 (4), 0:51   | 1940-10-04 | Madison Square Garden, New York                            | Professional Debut                                                                                |